# Защита государства
«Защита государства» (англ. Defence of the Realm) — британский триллер. Демонстрировался в советском кинопрокате под названием «Защита империи». В американском прокате шёл под названием «Defense of the Realm». Приз МКФ.

## Сюжет
Великобритания 80-х годов XX века. Журналист Ник Маллен, автор многочисленных сенсаций из жизни истеблишмента, кажется, открывает новую охоту за политиками. Он узнаёт, что некий депутат британского парламента охотно делит ложе с девушкой по вызову. И бог бы с ними, девушками лёгкого поведения, если бы эта дама одновременно не работала с агентом КГБ. Неужели парламентарий - русский шпион?! Свои наблюдения пытливый репортёр публикует в газете. Но внезапно погибает приятель Ника, ас газетного сыска по имени Вернон Бейлисс и жизнь Ника тоже окажется в опасности.

## Призы
- 1987 — Международный кинофестиваль фантастического кино Fantasporto — Гран-при, лучший актёр Габриэл Бирн